# Gaz de synthèse
Le gaz de synthèse ou syngas, autrefois (au début du XXe siècle) nommé « gaz manufacturé »  puis « gaz de ville » est un mélange gazeux combustible produit par pyrolyse. C'est un gaz pauvre (deux fois moins énergétique que le gaz naturel) et sale, toxique, acide et corrosif s'il n'a pas été soigneusement épuré (comme c'était le cas lorsqu'il était utilisé pour l'éclairage intérieur). 
Il est issu d'une réaction chimique complexe. Cette réaction est caractérisée par une première étape de gazéification par pyrolyse d'une matière organique (bois ou charbon par exemple), en présence d’un agent oxydant volontairement introduit en quantité insuffisante, assez pour qu'il y ait combustion, mais trop peu pour qu'elle soit complète. 
Cette réaction produit « un gaz formé d’un mélange de gaz condensables et incondensables et un char, sorte de charbon de bois résiduel » ; le gaz de synthèse commercialisé est produit par une seconde phase de décomposition thermique qui est celle d'une partie du « char »).
L'histoire du gaz manufacturé remonte au XVIIIe siècle. Les procédés modernes améliorent le rendement par une alimentation en continu du réacteur (lit fluidisé et entraîné) et par l'introduction d'un catalyseur dans le processus de réaction.
Le gaz de synthèse contient principalement de la vapeur d'eau, de l'hydrogène, du méthane, du monoxyde de carbone et un peu de dioxyde de carbone ainsi que des résidus de thermolyse (dont la composition et la quantité varie selon son mode de production, selon la source de carbone qui a été utilisé pour le produire, et in fine selon son degré d'épuration. Presque tous ces résidus sont des composés toxiques, cancérigènes et/ou mutagènes).
Autrefois utilisé comme carburant gazeux, il est surtout aujourd'hui transformé en carburant liquide pour des moteurs à combustion interne.
Une fois épuré, il peut théoriquement être utilisé en cogénération ou trigénération pour produire du mouvement, de la chaleur et/ou de l'électricité.

## Histoire

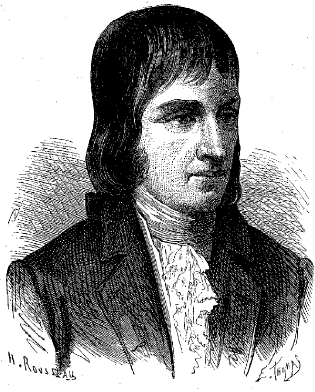
Philippe Lebon, ingénieur et professeur de mécanique, fut l'un des inventeurs du procédé industriel de production du gaz de synthèse (alors dit gaz manufacturé). Il fut aussi l'inventeur du premier moteur à explosion breveté

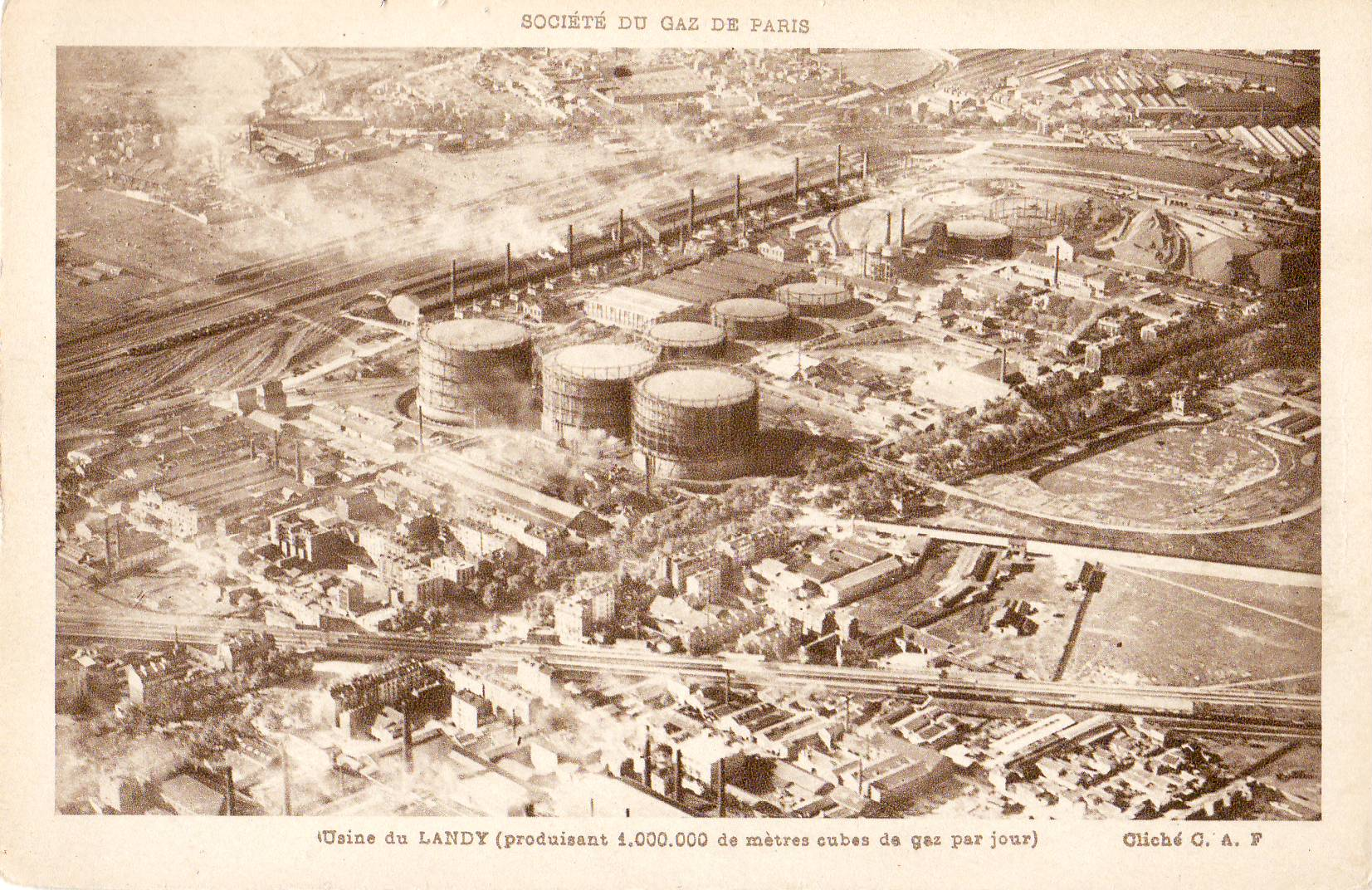
La société du Gaz de Paris, dont on voit l'usine de la Plaine Saint-Denis dans les années 1920, est l'une des sociétés dont la nationalisation a créé Gaz de France
Sur cet emplacement a été construit le Stade de France.

Le procédé de production par thermolyse qui permet de le produire aurait été inventé vers 1780 (?) en Écosse, mais mis au point, sous une forme industriellement exploitable, en 1798 avec l'invention de l'ingénieur Philippe Lebon (1767-1804) d'un nouveau procédé de fabrication de gaz d'éclairage par pyrolyse du bois (puis de la houille). Lebon semble aussi avoir inventé une forme de cogénération puisqu'il a alimenté l'Hôtel parisien de Seigneley (1801-10-11) en gaz d'éclairage, alors que la chaleur du four à pyrolyse servait à le chauffer. Cette méthode était toutefois très polluante et source de mauvaises odeurs.
Le procédé de Lebon est ensuite amélioré par William Murdoch, permettant d'éclairer Londres au gaz, à partir de 1807. Mais ce gaz n'a été industriellement et largement produit (par des « usines à gaz »)  qu'à partir du début du XXe siècle, comme gaz d'éclairage et gaz de ville puis de gaz vendu à la sidérurgie (dans le Nord de la France et en Lorraine notamment).
Des centaines d'usines de production de ce gaz ont été rapidement construites en France, et des milliers dans le reste des pays industrialisés. La plupart de ces usines ont fonctionné en France jusqu'à la fin des années 1960 où en raison de la raréfaction du charbon, la pollution qu'elles émettaient et la concurrence du gaz naturel,  elles ont été fermées (des années 1960 à 1971).
Ces usines ont été rasées, mais elles ont laissé d'importantes séquelles de pollution des sols et localement de nappes phréatiques par des HAP, (aromatiques polycycliques), des sous-produits azotés, des sous-produits carbonés légers de type BTEX (benzène, toluène, éthylbenzène, xylène). Elles ont aussi laissé des goudrons de houille (parfois dits « tars », des phénols, des résidus organiques chlorés ou inorganiques soufrés et très acides;  des cokes, des eaux ammoniacales, du bleu de Prusse et d'autres déchets dont des « matières épurantes » chargées de toxines. Les goudrons qui sont en réalité un condensat des atomes les plus lourds de la réaction de gazéification de la biomasse (fraiche ou fossile) forment un « mélange complexe pouvant comporter plusieurs centaines de composés ». La plupart de ces composés chimiques sont cancérigènes et/ou mutagènes, toxiques, lentement biodégradables et dans tous les cas indésirables dans l'eau, l'air et les sols. Il est nécessaire de les épurer pour qu'ils ne détériorent pas les éléments du réacteur et les tuyauteries ou vannes situées en aval.
En 1995, en France, le recensement français des friches industrielles issues d'anciennes usines à gaz n'était pas terminé. Il comptait déjà 782 sites (dont 689 nationalisés, dont 483 gérés par EDF-GDF).
Avant le développement des gazoducs et réseaux de gaz associés, et avant la large mise à disposition du gaz naturel (à partir des années 1940), de nombreuses villes nord-américaines et européennes utilisaient le gaz de houille à la fois comme gaz de chauffage et gaz d'éclairage (alors appelé « gaz bleu, gaz pauvre de gazogène, gaz à l'air, gaz à l'eau, gaz de ville » ou encore « gaz combustible » par Mobil qui l'utilisait pour produire du méthanol destiné à produire des additifs ou carburants synthétiques.
Son nom actuel (« synthetic natural gas » pour les anglophones) vient de son utilisation comme intermédiaires dans la synthèse de « gaz naturel synthétique » (GNS) et pour la synthèse d'ammoniac par le procédé Haber) ou encore pour synthétiser du méthanol par méthanation pour l'industrie chimique ou des carburants. Après la méthanation, le gaz de synthèse s'est enrichi en méthane, mais il contient encore de l'eau, du CO2 et de l’hydrogène et doit donc être épuré pour être détoxiqué et pour augmenter son pouvoir calorifique (PCS) et obtenir un Indice de Wobbe (W) compatible avec le réseau gazier (c'est la phase de « mise aux spécifications ».
Des études en cours explorent la possibilité d'en faire un des agrocarburants ou biocarburants non conventionnels gazeux, produits à partir de la biomasse. Des chercheurs continuent à améliorer les méthodes de production de méthanol à partir de ce gaz.

## Production et qualité
La réaction de pyrolyse est endothermique (elle consomme de la chaleur). Il faut donc consommer de l'énergie pour l'entretenir, généralement en brûlant dans un réacteur séparé (et avec plus d'oxygène) une partie du char généré ou en recyclant et oxydant une partie du gaz de synthèse produit pour chauffer le réacteur.
Il existe différentes méthodes pour produire ce gaz et en extraire les goudrons et autres résidus ; qui vont beaucoup influer sur sa qualité et composition : 
- condensation du goudron et absorption par solvant organique et nettoyage des gaz par absorption du H2S et du COS sur charbon activé [1] puis chimisorption du H2S résiduel et du HCl sur un oxyde de zinc dans une "colonne à lit fixe de ZnO" [1];
- reformage par la vapeur du gaz naturel ;
- reformage catalytique d'hydrocarbures liquides (production d'hydrogène) ;
- gazéification du charbon par pyrolyse de la houille[8], procédé polluant [5] ;
Pour la filière charbon ou un traitement de très grande quantité de biomasse par pyrolyse, des procédés spéciaux (SELEXOL ou RECTISO) ont été développés[1] ;
- extraction à partir de pyrolyse de déchets industriels, dont certains déchets industriels spéciaux, dangereux ou toxiques dans le cadre d'une économie circulaire et de démarche d'écologie industrielle ;
- extraction à partir de la biomasse (qui fait notamment l'objet de recherche en Italie[9]) ;
- gazéification de déchets riche en matières organique.
- épuration finale de ces gaz par absorption (physique ou chimique), adsorption sur solide, perméation membranaire ou une combinaison de deux ou plusieurs de ces moyens [1].

Il est également utilisé comme produit intermédiaire dans l'élaboration de pétrole synthétique et diesel synthétique (synfuel) par le procédé Fischer-Tropsch (utilisé comme carburant ou lubrifiant).
Le gaz de synthèse est combustible et souvent utilisé comme carburant de moteurs à combustion interne.
Il a moins de la moitié de la densité énergétique du gaz naturel.

### Le gaz d'éclairage
La gazéification du charbon servit pendant plusieurs années à fabriquer du gaz d'éclairage et, jusqu'à un certain point, de gaz de chauffage, avant que l'éclairage électrique et que les infrastructures pour le gaz naturel ne deviennent courantes.
Pour réussir à industrialiser le procédé Haber, des chercheurs de BASF durent mettre au point la réaction du « gaz à l'eau », car il était essentiel pour préserver le matériel utilisé d’une rapide dégradation et obtenir de l'hydrogène chimiquement pur. Ceci sera également nécessaire pour éviter d'empoisonner les catalyseurs (à base de nickel de nos jours utilisés dans une phase finale qui est la méthanation). Le gaz de synthèse participe à la fabrication de l'hydrogène.

## Usages
Le gaz de synthèse possède moins que la moitié de la densité énergétique du gaz naturel. Il sert de combustible et comme précurseur lors de la fabrication d'autres produits chimiques. Le gaz de synthèse peut aussi servir lors du procédé Fischer-Tropsch pour synthétiser du pétrole brut de synthèse lui-même précurseur de l'essence synthétique.

## Fabrication
Le syngas destiné à servir de combustible est le plus souvent créé par la gazéification du charbon, l'extraction de la biomasse ou par la gazéification des déchets.
Les réactions chimiques majeures sont alors :
C + H2O → CO +  H2
C + O2 → CO2
CO2 + C → 2 CO
Lorsqu'il est utilisé dans la synthèse industrielle de l'hydrogène à grande échelle, (principalement dans la synthèse de l'ammoniac), il peut aussi être formé à partir du gaz naturel (via le reformage catalytique ou plus précisément du reformage à la vapeur) :
CH4 + H2O → CO + 3 H2
Pour produire encore plus d'hydrogène à partir de ce mélange, plus de vapeur est ajoutée et la réaction du gaz à l'eau survient :
CO  +  H2O → CO2 + H2
Lors de la synthèse de l'ammoniac, l'hydrogène doit être séparé du CO2 pour éviter que ce dernier n'empoisonne les catalyseurs. Cela est principalement effectué par adsorption modulée en pression ou par un réacteur à membranes. Les réactifs employés pour l'absorption du CO2 sont le éthanolamine, diéthanolamine, le N-méthyldiéthanolamine ou le carbonate de potassium.